# بیس جنریشن
باس جنریشن (به انگلیسی: Bass Generation) پنجمین آلبوم استودیویی خواننده سوئدی باس‌هانتر است؛ که در ۲۸ سپتامبر ۲۰۰۹ برای اولین انتشار یافت.

## فهرست آهنگ‌ها
| #   | عنوان                                          | زمان |
| --- | ---------------------------------------------- | ---- |
| ۱.  | "هر صبح"                                       | ۳:۱۸ |
| ۲.  | "من به خودم قول دادم"                          | ۲:۳۷ |
| ۳.  | "چرا"                                          | ۳:۱۱ |
| ۴.  | "من نمی‌تونم انکار کنم" (با Lauren)             | ۴:۰۰ |
| ۵.  | "دور نشو"                                      | ۳:۰۱ |
| ۶.  | "من هنوز عشق می‌ورزم"                           | ۳:۳۳ |
| ۷.  | "شب و روز"                                     | ۲:۵۵ |
| ۸.  | "من یاد خواهم گرفت که عشق بورزم" (feat. Stunt) | ۳:۰۷ |
| ۹.  | "دور از خانه"                                  | ۴:۱۰ |
| ۱۰. | "من می‌دانم تو می‌دانی"                          | ۲:۴۵ |
| ۱۱. | "در سمت ما"                                    | ۳:۵۴ |
| ۱۲. | "آیا می‌توانی؟"                                 | ۲:۲۴ |
| ۱۳. | هواپیما به اسپانیا رمیکس                       | ۳:۴۱ |
| ۱۴. | "هر صبح" (رمیکس Michael Mind)                  | ۲:۵۹ |
| ۱۵. | "اعداد" (ترک مخفی)                             | ۳:۱۸ |